# The Scapegoat (film 1912)
The Scapegoat è un cortometraggio muto del 1912 diretto da Otis B. Thayer (Otis Thayer).

## Produzione
Il film fu prodotto dalla Selig Polyscope Company

## Distribuzione
Distribuito dalla General Film Company, il film - un cortometraggio di una bobina - uscì nelle sale cinematografiche statunitensi il 30 gennaio 1912.